# Christina Mundlos
Christina Mundlos (* 25. Februar 1982 in Braunschweig) ist eine deutsche Soziologin, feministische Autorin und Gleichstellungsbeauftragte.

## Leben
Christina Mundlos ist Tochter der CDU-Politikerin Heidemarie Mundlos. Nach dem Abitur an der CJD Jugenddorf-Christophorusschule Braunschweig 2001 absolvierte sie die Grundausbildung bei der Bundeswehr und war eine der ersten Frauen an der Offizierschule der Luftwaffe in Fürstenfeldbruck.
Mundlos studierte von 2004 bis 2009 Soziologie, Germanistik sowie Frauen- und Geschlechterforschung an der Universität Kassel.
Mundlos gewann 2008 als Studentin bei dem Wettbewerb „Strukturelle Chancengleichheit“ der Universität Kassel. Mit den hierfür erhaltenen Geldern schuf sie Stellen für Studierende und rief die „FrauenHochschulwoche“ ins Leben.
Von 2009 bis Oktober 2014 war sie im Gleichstellungsbüro der Universität Hannover tätig und leitete dort zuletzt das Familienservicebüro. Seit 2010 ist sie zudem freiberufliche Autorin und hat zwischen 2010 und 2017 sieben Sachbücher veröffentlicht.
Ein Großteil ihrer Bücher befassen sich mit den Themen Mutterrolle, Schönheitsdiktat, Sexismus. Ihr 2015 veröffentlichtes Buch Wenn Mutter sein nicht glücklich macht befasst sich mit dem Phänomen Regretting motherhood. Das Buch zog ein deutschlandweites Medienecho nach sich. Mundlos gab Interviews in Printmedien, Funk und Fernsehen. In ihrem ebenfalls 2015 veröffentlichten Buch Gewalt unter der Geburt thematisiert sie anhand von Betroffenenberichten die Gewalt in der Geburtshilfe, die zahlreiche Frauen im deutschen Klinikalltag bei der Geburt erleben.
Von Dezember 2016 bis 2018 war Mundlos Gleichstellungsbeauftragte der Stadt Langenhagen.
2018 absolvierte sie die Ausbildung zur nichtmedizinischen Geburtshelferin (Doula).
Mundlos schreibt einen feministischen Blog, der sich unter anderem mit dem Gender-Pay-Gap und Vergewaltigung im Kreißsaal befasst hat.

## Schriften
- Traditionelle Mutterschaft als Heilsversprechen. Argumentationsanalyse am Beispiel von Eva Herman und Christa Meves. Tectum, Marburg 2010, ISBN 3-82882-251-7.
- Schönheit, Liebe, Körperscham: Schönheitsideale in Zeitschriften und ihre Wirkung auf Mädchen und Frauen. Tectum, Marburg 2011, ISBN 978-3-82882-680-9.
- Mütterterror: Angst, Neid und Aggressionen unter Müttern. 2. Auflage. Tectum, Marburg 2013, ISBN 978-3-82882-968-8
- Wenn Mutter sein nicht glücklich macht: Das Phänomen Regretting Motherhood. mvg Verlag, München 2015, ISBN 978-3-86882-648-7.
- Gewalt unter der Geburt: Der alltägliche Skandal. Tectum, Marburg 2015, ISBN 978-3-82883-575-7.
- Dann mache ich es halt allein: Wenn Singlefrauen sich für ein Kind entscheiden und so ihr Glück selbst in die Hand nehmen. mvg Verlag, München 2017, ISBN 978-3-86882-722-4.
- Mütter unerwünscht – Mobbing, Sexismus und Diskriminierung am Arbeitsplatz: Ein Report und Ratgeber. Tectum, Marburg 2017, ISBN 978-3-82883-842-0.
- Mütter klagen an. Institutionelle Gewalt gegen Frauen und Kinder im Familiengericht. Marburg 2023, ISBN 978-3-96317-332-5